# Tepoto Nord
Tepoto és un atol del grup de les illes de la Decepció, a l'arxipèlag de les Tuamotu, de la Polinèsia Francesa. Administrativament és una comuna associada a la comuna de Napuka. Està situat a 16 km al nord-oest de Napuka.

## Geografia
És un atol amb la llacuna assecada, de 2,6 km de llarg i 800 m d'ample. La superfície total és de 4 km². La vila principal és Tehekega, situada al nord-oest, amb una població de 64 habitants al cens del 2002. Se l'anomena amb l'orientació Nord per diferenciar-lo de Tepoto Sud, també a les Tuamotu a les illes Raevski.

## Història
Va ser descobert per l'anglès John Byron, el 1765, però en ser petit i aïllat ha tingut pocs contactes amb el món occidental.